# Rhacopilopsis
Rhacopilopsis är ett släkte av bladmossor. Rhacopilopsis ingår i familjen Hypnaceae.
Kladogram enligt Catalogue of Life:
| Rhacopilopsis | \| \| Rhacopilopsis trinitensis \| \| \| \| \| \| Rhacopilopsis variegata \| \| \| \| |
|               | \| \| Rhacopilopsis trinitensis \| \| \| \| \| \| Rhacopilopsis variegata \| \| \| \| |
|               | Rhacopilopsis trinitensis                                                             |
|               |                                                                                       |
|               | Rhacopilopsis variegata                                                               |
|               |                                                                                       |